# 穆特巴赫河 (美因河支流)
49°48′05″N 9°09′04″E / 49.801524°N 9.15113749°E

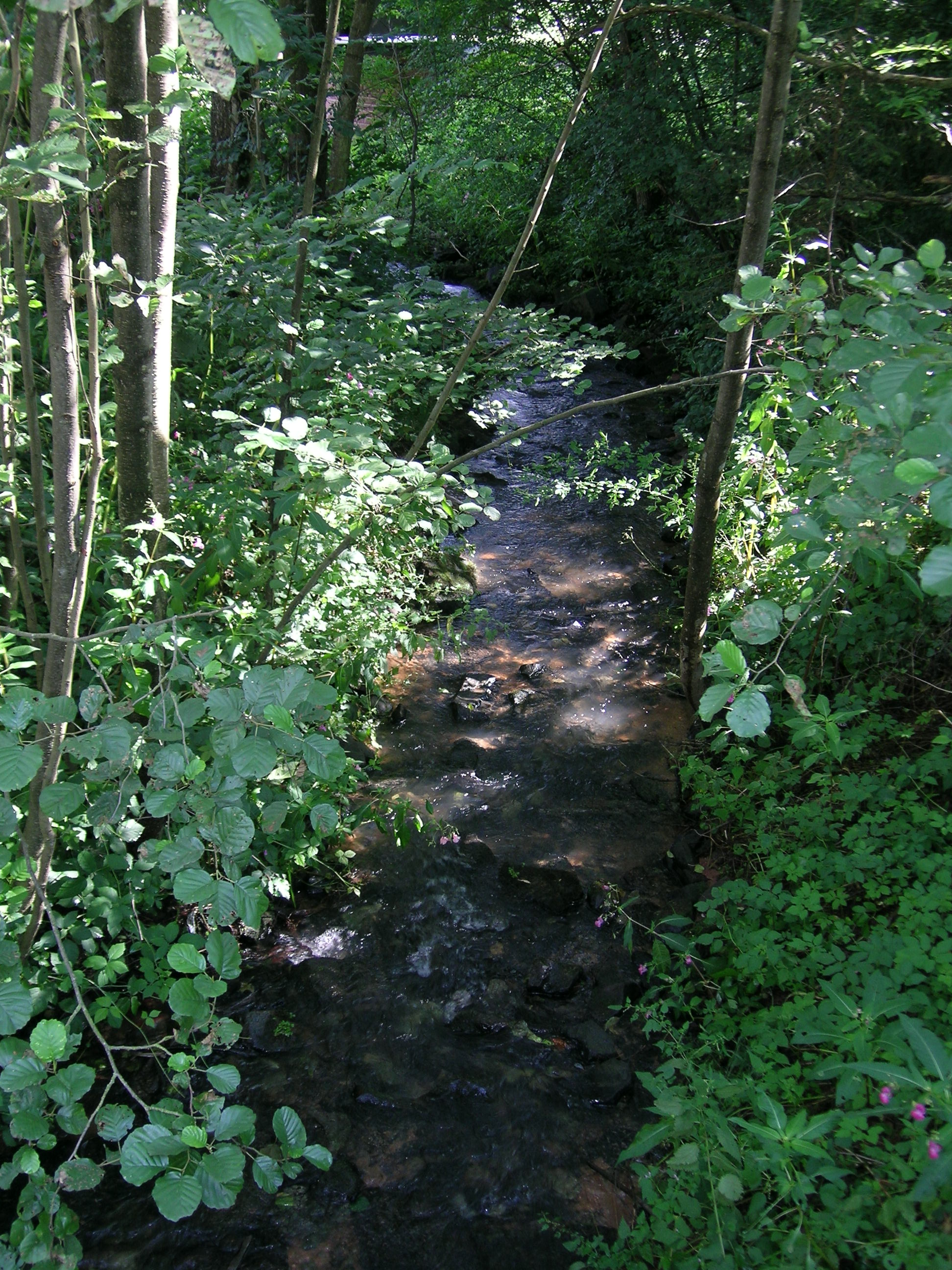

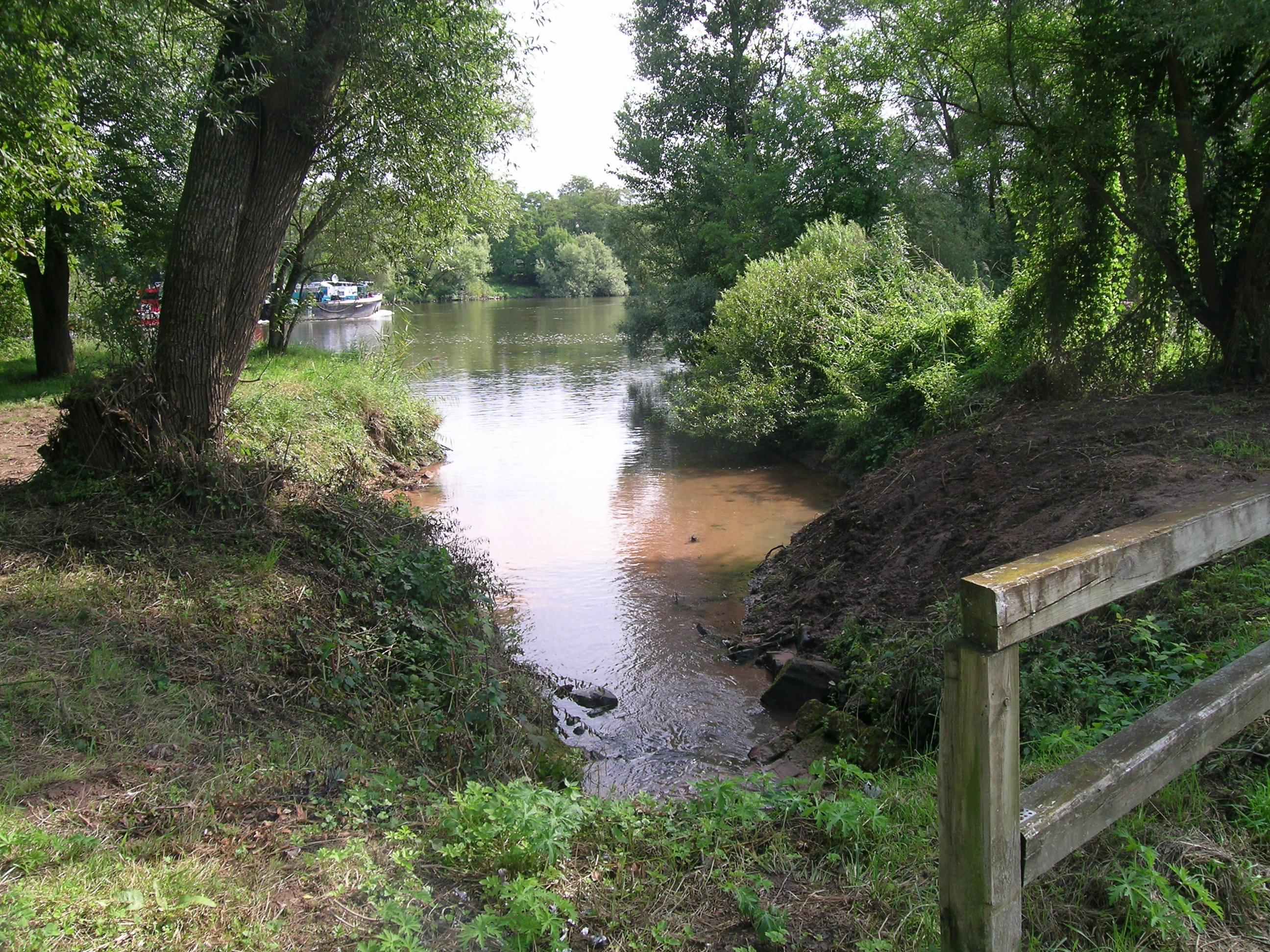

穆特巴赫河是德國的河流，位於該國東南部，由巴伐利亞負責管轄，屬於美因河的左支流，河道全長7.7公里，流域面積18平方公里，河口處在美因河畔沃爾特附近。